# كريستوفر كينتارو
كريستوفر كينتارو(بالإسبانية: Cristóbal Quintero) (بالوس دي لا فرونتيرا ،ولبة (مقاطعة) ،إبيديم) هو البحار ،والمكتشف الإسباني الذي شارك في اكتشاف أمريكا. أبحر مع كريستوفر كولومبوس في رحلة اكتشافه الأولى. وأيضاً يبدو إنه شارك في الرحلة الثانية والثالثة.

## السيرة الذاتية
كانت عائلته كبيرة من بحارين إقليم كلاً من نهر لبلة ،ونهر وديال ،والمقيمة في بالوس دي لافرونتيرا ،وأقاربه هم عائلة نينيو من موغير. كما شارك في رحلة الاكتشاف كلاًمن الأخوين كريستوفر كينتارو ،وخوان كينتارو.
ثبت في وثيقة أن كريستوفر تزوج من ليونور بانياس ، وإنه كان أب لثلاثة فتيات. وكان إحدى البحارون البارزون لمنطقة بها العديد من المراكب ،والتي سُجِلت أحداهم في التاريخ كواحدة من أشهر كارافيل لرحلات الاكتشاف وهي لابينتا.

## رحلة الاكتشاف الأولى
شارك كريستوفر كينتارو في هذه الرحلة كبحار بسيطة ،وكشريك في الكارافيل لابينتا. بسبب الواقعة التي حدثت في 6أغسطس1492م في الكارافيل لابينتا ،تم ذكر اسم كريستوفر كينتارو في التاريخ ،ووفقاً لما جاء من سجل السفينة لكريستوفر كولومبوس ،والموجزة بواسطة المؤرخ بارتولومي دي لاس كاساس أشار أن الأميرال شك أن كريستوفر وبصحبته لجوميس راسكون تسببوا في خروج دَفّة السفينة.
لكن وفقاً لبعض المؤرخين بما في بينهم أنخيل أورتجا أن هذا الاتهام لم يثبت لعدم وجود وثيقة رسمية تثبت ذلك ،وأن البحارة لم يطردوا من جزر الكناري بسبب بقية أصدقائهم لأنهم يمكن أن يشكلوا خطراً على حياة بقية الأسطول.
في الواقع نفس الأميرال في21فبراير1493م خلال رحلة العودة فوجئ بعاصفة تقريباً أدت إلى غرق السفينة، وثبت في سجل التالي:
في تلك الجزيرة التي تعرضت لعاصفة شديدة ،هو نفس ما حدث عند عودتهم إلى جزر الكناري ،ربما هو ما يعني أن فشل لابينتا قبل الوصول إلى جزر الكناري كان لأسباب مختلفة غير تلك التي وردت في سجل الأثنين 6 أغسطس.

## ثاني وثالث رحلة الاكتشاف
بالرغم من عدم وجود وثيقة مؤكدة إلى أن يعتقد أنه شارك أيضاً في رحلة الاكتشاف الثانية ،بالإضافة إلى إنه ثبت أن كارافيل كريستوفر ذهبت مرتين-بصحبة آخرين من بالوس دي لا فرونتيرا- إلى أساطيل نابولي. شارك في الرحلة الاكتشاف الثالثة بمنصب نائب قبطان السفينة ،وأيضاً بكارافيل ملكية وهي لاسنتا ماريا دي چيا.
يبدو إنه شارك أيضاً ككونه نائب قبطان في الرحلة إلى جزيرة هيسبانيولا مع سفن حربية (لأساطيل جزيرة باستيمانتوس). توفى بعد عودته من هذه الرحلة عام1503م.

## وصلات خارجية
https://web.archive.org/web/20121118013148/http://www.artehistoria.jcyl.es/historia/contextos/1493.htm
https://web.archive.org/web/20080913155109/http://www.diphuelva.es/contenido_basico.asp?idContenido=417